# Championnat d'Europe de vitesse masculin
Le Championnat d'Europe de vitesse individuelle masculin est le championnat d'Europe de la vitesse individuelle. Le premier championnat a eu lieu en 1894. Depuis 2010, il est organisé dans le cadre des championnats d'Europe de cyclisme sur piste élites par l'Union européenne de cyclisme.

## Palmarès
| Année               | Or                 | Argent                  | Bronze               |
| ------------------- | ------------------ | ----------------------- | -------------------- |
| Championnats Open   |                    |                         |                      |
| 1892                | Alwin Vater        |                         |                      |
| 1894                | Arthur Heimann     |                         |                      |
| 1896                | Jaap Eden          | Maurice Farman          | Harry Meyers         |
| 1897                | Willy Arend        |                         |                      |
| 1898                | Willy Arend        | Thorvald Ellegaard      |                      |
| 1899                | Anton Huber        | George Banker           | Jan Mulder           |
| 1900                | Anton Huber        |                         |                      |
| 1901                | Willy Arend        | Erich Moder             |                      |
| 1902                | Thorvald Ellegaard | Walter Rütt             |                      |
| 1903                | Thorvald Ellegaard | Willy Arend             | Pietro Bixio         |
| 1904                |                    | Willy Arend             |                      |
| 1907                | Émile Friol        | Henry Mayer             | Charles Van Den Born |
| 1908                | Thorvald Ellegaard | Richard Scheuermann     |                      |
| 1910                | Émile Friol        | Thorvald Ellegaard      |                      |
| 1911-1              | Marcel Dupuy       | Thorvald Ellegaard      | Willy Lorenz         |
| 1911-2              | Walter Rütt        | Oskar Peter             |                      |
| 1912                |                    | Julien Pouchois         | Victor Dupré         |
| 1913                | André Perchicot    | Léon Hourlier           | Gabriel Poulain      |
| 1920                | Marcel Dupuy       | William Bailey          | Maurice Schilles     |
| 1954                | Arie van Vliet     | Reginald Harris         | Enzo Sacchi          |
| 1955                | Arie van Vliet     | Oscar Plattner          | Enzo Sacchi          |
| 1956                | Arie van Vliet     | Antonio Maspes          | Reginald Harris      |
| 1962                | Sante Gaiardoni    | Antonio Maspes          | Joseph De Bakker     |
| 1963                | Antonio Maspes     | Giuseppe Beghetto       | Fritz Pfenninger     |
| 1971-1              | Leijn Loevesijn    | Gordon Johnson          | Robert Van Lancker   |
| 1971-1              | Robert Van Lancker | Leijn Loevesijn         | Giordano Turrini     |
| 1972                | Giordano Turrini   | Leijn Loevesijn         | Ezio Cardi           |
| 1974                | Giordano Turrini   | Leijn Loevesijn         | Ezio Cardi           |
| 1975                | Peder Pedersen     | Robert Van Lancker      | Gerrie Fens          |
| 1976                | Giordano Turrini   | Niels Fredborg          | John Nicholson       |
| 1977                | Giordano Turrini   | John Nicholson          | Peder Pedersen       |
| 1978                | Giordano Turrini   | Yoshinobu Sugano        | Willy De Bosscher    |
| 1979                | Giordano Turrini   | Michel Vaarten          | Hans Hindelang       |
| 1980                | Daniel Morelon     | Michel Vaarten          | Yoshinobu Sugano     |
| 1981                | Urs Freuler        | Yavé Cahard             | Ottavio Dazzan       |
| 1983-1              | Ottavio Dazzan     | Urs Freuler             | Moreno Capponcelli   |
| 1983-2              | Robert Dill-Bundi  | Moreno Capponcelli      | Ottavio Dazzan       |
| 1984                | Ottavio Dazzan     | Dieter Giebken          | Michel Vaarten       |
| 1985                | Philippe Vernet    | Ottavio Dazzan          | Claudio Golinelli    |
| 1986                | Ottavio Dazzan     | Patrick Da Rocha        | Claudio Golinelli    |
| 1987                | Andreas Hiestand   | Patrick Da Rocha        | Thierry Pirard       |
| 1988                | Harumi Honda       | Eric Schoefs            | Patrick Da Rocha     |
| 1989                | Patrick Da Rocha   | Harumi Honda            | Eric Schoefs         |
| 1990                | Eric Schoefs       | Lars Brian Nielsen      | Frédéric Magné       |
| 1995                | Viesturs Berzins   | Valery Potapov          | Antoine Breton       |
| 1999                | René Wolff         | José Antonio Villanueva | Matthias John        |
| Championnats élites |                    |                         |                      |
| 2010                | Denis Dmitriev     | Kévin Sireau            | Jason Kenny          |
| 2011                | Kévin Sireau       | Maximilian Levy         | Denis Dmitriev       |
| 2012                | Denis Dmitriev     | Max Niederlag           | Christos Volikakis   |
| 2013                | Denis Dmitriev     | Robert Förstemann       | Jason Kenny          |
| 2014                | Grégory Baugé      | Damian Zielinski        | Robert Förstemann    |
| 2015                | Jeffrey Hoogland   | Max Niederlag           | Damian Zieliński     |
| 2016                | Pavel Yakushevskiy | Roy van den Berg        | Andriy Vynokurov     |
| 2017                | Sébastien Vigier   | Jeffrey Hoogland        | Denis Dmitriev       |
| 2018                | Jeffrey Hoogland   | Stefan Botticher        | Harrie Lavreysen     |
| 2019                | Jeffrey Hoogland   | Harrie Lavreysen        | Mateusz Rudyk        |
| 2020                | Maximilian Levy    | Denis Dmitriev          | Vasilijus Lendel     |
| 2021                | Harrie Lavreysen   | Jeffrey Hoogland        | Mikhail Iakovlev     |
| 2022                | Sébastien Vigier   | Jack Carlin             | Rayan Helal          |
| 2023                | Harrie Lavreysen   | Mateusz Rudyk           | Rayan Helal          |
| 2024                | Harrie Lavreysen   | Mateusz Rudyk           | Mikhail Iakovlev     |
| 2025                | Harrie Lavreysen   | Mikhail Iakovlev        | Rayan Helal          |

## Tableau des médailles (depuis 2010)
| Rang  | Nation          | Or | Argent | Bronze | Total |
| ----- | --------------- | -- | ------ | ------ | ----- |
| 1     | Pays-Bas        | 7  | 4      | 1      | 12    |
| 2     | France          | 4  | 1      | 3      | 8     |
| 2     | Russie          | 4  | 1      | 3      | 8     |
| 4     | Allemagne       | 1  | 6      | 1      | 8     |
| 5     | Pologne         | 0  | 3      | 2      | 5     |
| 6     | Israël          | 0  | 1      | 1      | 2     |
| 7     | Grande-Bretagne | 0  | 0      | 2      | 2     |
| 8     | Grèce           | 0  | 0      | 1      | 1     |
| 8     | Lituanie        | 0  | 0      | 1      | 1     |
| 8     | Ukraine         | 0  | 0      | 1      | 1     |
| Total | Total           | 15 | 15     | 15     | 45    |